# 미야케 야스사다
미야케 야스사다(일본어: 三宅康貞, 1544년 ~ 1615년 12월 13일)는 센고쿠 시대부터 에도 시대 전기까지의 무장, 다이묘이다. 통칭은 소에몬(惣右衛門). 미카와 고로모번 초대 번주를 지냈다. 다하라번 미야케가(田原藩三宅家) 시조. 덴쇼 10여년간 스루가 후카사와성주를 맡았다.
미야케 마사사다의 장남이며 어머니는 도리이 다다요시의 딸이다. 후시미 성 전투에서 순직한 도리이 모토타다는 야스사다의 외숙부이다.
|  | 제1대 고로모번 번주 (미야케가) 1604년 ~ 1615년 | 후임 미야케 야스노부 |